# Svastra comanche
Svastra comanche är en biart som först beskrevs av Cresson 1872.  Svastra comanche ingår i släktet Svastra och familjen långtungebin. Inga underarter finns listade i Catalogue of Life.